# Ditíscids

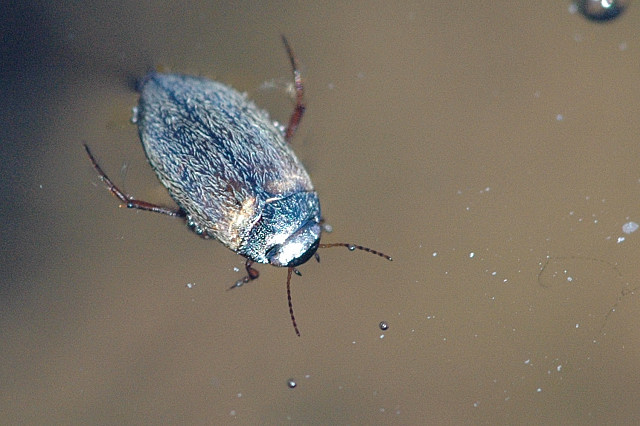
Hydroporus pubescens (Hydroporinae: Hydroporini).

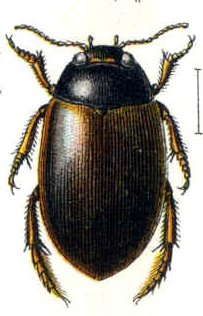
Agabus congener de la tribu Agabini, De vegades considerada una subfamília.

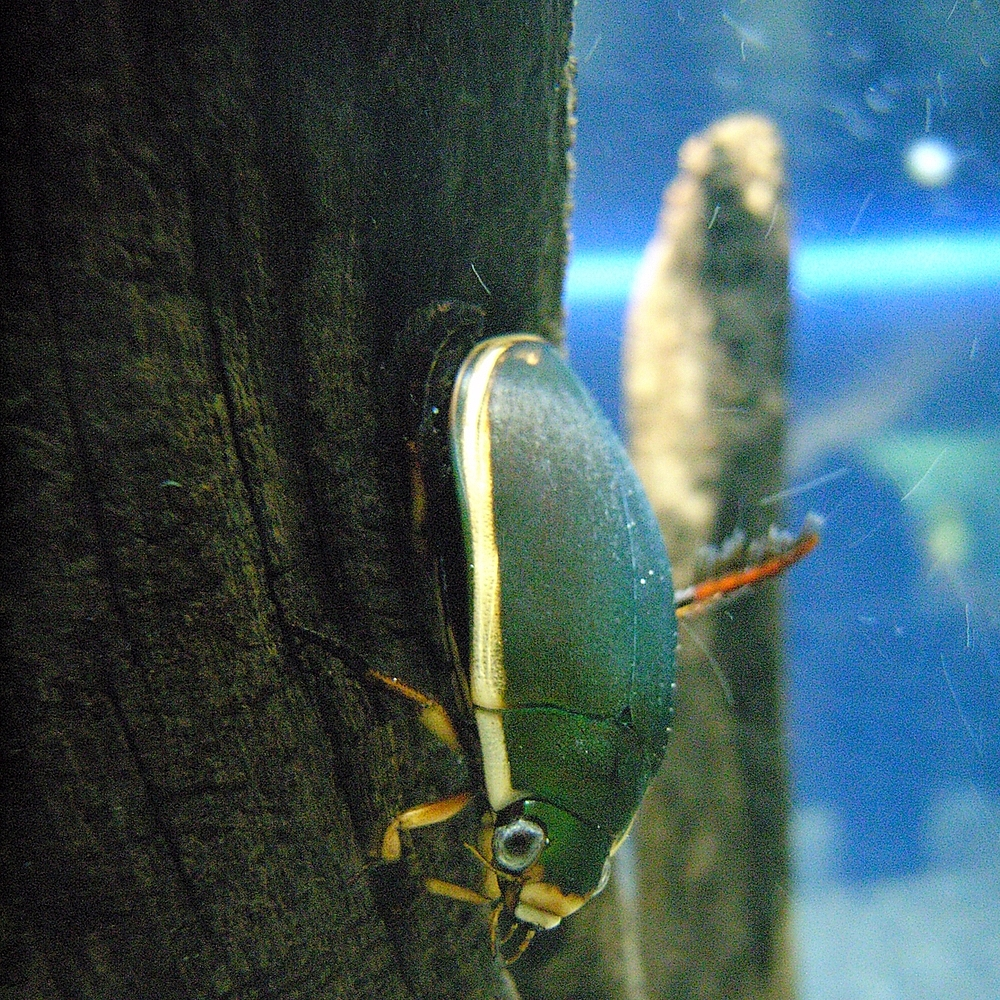
Cybister japonicus (Dytiscinae: Cybistrini).

El ditíscids (Dytiscidae) són una família de coleòpters del subordre Adephaga adaptats al medi aquàtic, de 2 a 45 mm de longitud. Es coneixen unes 4.100 espècie. Són bons nedadors, amb un cos hidrodinàmic i unes potes posteriors aplanades amb llargs pèls natatoris que fan servir per a remar; les potes anteriorss. i mitjanes són curtes i les usen per capturar les seves preses. Són també bons voladors.
Com la majoria dels coleòpters aquàtics han de respirar aire atmosfèric que prenen amb l'extrem de l'abdomen fora de l'aigua i emmagatzemen sota els èlitres. Són carnívors i cacen activament animals aquàtics, inclosos capgrossos i peixos petits, o carronyaires.
Les femelles dipositen els ous en vegetals aquàtics o detritus del fons. Les larves són també aquàtiques i carnívores, amb unes potents mandíbules en forma de falç amb les quals injecten verí i sucs gàstrics les seves preses. La pupació es duu a terme generalment fora de l'aigua.

## Taxonomia
Subfamílies i tribus i alguns exemples de gèneres. La família Colymbetinae possiblement no sigui monofilètica i requereixi revisió.
- Subfamília Aubehydrinae
- Subfamília Copelatinae
- Subfamília Agabetinae
- Subfamília Laccophilinae
- Subfamília Hydroporinae
  - Tribu Laccornini
  - Tribu Vatellini
  - Tribu Methlini
  - Tribu Hydrovatini
  - Tribu Hyphydrini
  - Tribu Bidessini
  - Tribu Hydroporini
- Subfamília Colymbetinae
  - Tribu Agabini (de vegades considerada una subfamília, Agabinae)
  - Tribu Coptotomini (de vegades considerada una subfamília, Coptotominae)
  - Tribu Matini (de vegades considerada una subfamília, Matinae)
  - Tribu Colymbetini
- Subfamília Dytiscinae
  - Tribu Dytiscini
  - Tribu Hydaticini
  - Tribu Aciliini
  - Tribu Eretini
  - Tribu Cybistrini